# Петровка (Купинський район)
Петровка (рос. Петровка) — присілок у Купинському районі Новосибірської області Російської Федерації.
Входить до складу муніципального утворення Новоключевська сільрада. Населення становить 394 особи (2010).

## Історія
Згідно із законом від 2 червня 2004 року органом місцевого самоврядування є Новоключевська сільрада.

## Населення
| 2002 | 2007 | 2010 |
| ---- | ---- | ---- |
| 523  | ↘512 | ↘394 |